# Jonas Erici Billovius
Jonas Erici Billovius, född omkring 1620, död 1669, var en svensk präst.

## Biografi
Jonas Billovius föddes omkring 1620. Han var son till en kyrkoherde i Årdala församling. Billovius prästvigdes i Örebro och blev 1630 student vid Uppsala universitet. Han blev efter sin ordination hovpredikant hos hertig Adolf Johan av Pfalz-Zweibrücken på Stegeborg. Billovius studerade utomlands vid Greifswalds universitet och promoverades där 26 april 1649 till filosofie magister. När han återvände till Sverige återgick han till sin tjänstgöring vid Stegeborg. Den 4 maj 1653 rekommenderades Billovius genom en skrivelse av Görvel Posse och Kristina Kurk  till biskop Johannes Matthiæ Gothus i Strängnäs stift att efterträda sin far som kyrkoherde i Årdala församling. Han fick inte tjänsten utan stannade kvar på Stegeborg. Billovius blev 1656 hovpredikant hos kung Karl X Gustav. Han blev 1659 kyrkoherde i Örebro församling. Billovius avled 1669 och begravdes i Örebro kyrka.

### Familj
Billovius gifte sig första gången med Margareta Jonsdotter (död 1660). De fick tillsammans barnen professorn Jonas Billovius (död 1711) vid Uppsala universitet, Jacob Billovius (född 1662) och en dotter som var gift med komministern P. Ekenius i Edsbergs församling.
Billovius gifte sig andra gången 1668 med Anna Otter (1649–1688), dotter till faktorn Casten Otter i Örebro och omgift med köpmannen Lorentz Alten Eck i Stockholm.